# Cécile Chaminade
Pour les articles homonymes, voir Chaminade.
Cécile Louise Stéphanie Chaminade, née le 8 août 1857 à Batignolles-Monceau et morte le 13 avril 1944 à Monte-Carlo, est une compositrice et pianiste française.
Surnommée « mon petit Mozart » par Georges Bizet, elle compose plus de 400 œuvres dont 200 pièces pour piano.

## Biographie
Issue d'une longue lignée de marins et d'officiers, Cécile Chaminade naît aux Batignolles-Monceau (village alors hors de Paris) le 8 août 1857 au 20 rue Saint-Georges (devenue rue des Apennins). Sa mère, excellente pianiste et douée d'une jolie voix, remarque très tôt que Cécile possède une oreille étonnante ainsi qu'une vive sensibilité musicale.
En 1863, son père, directeur d'une compagnie d'assurances anglaise, Cresham, fait construire une villa au Vésinet,. La petite Cécile y fait la connaissance de Bizet, de vingt ans son aîné, mais dont la mère s'est liée d'amitié avec Madame Chaminade.
Georges Bizet, qui la surnomme « mon petit Mozart », conseille de la faire entendre par Le Couppey, professeur de piano au conservatoire, dans la classe réservée aux jeunes filles. Ce dernier propose d'inscrire Cécile dans sa classe mais se heurte au refus de son père : « Dans la bourgeoisie », dira-t-il, « les filles sont destinées à être épouses et mères. »
Bizet obtient alors que Cécile suive en privé l'enseignement du conservatoire avec Le Couppey pour le piano et Augustin Savard pour l'harmonie, puis Benjamin Godard pour la composition.
Dans les soirées données par son père qui invite des compositeurs célèbres, Cécile accompagne Martin-Pierre Marsick, jeune violoniste belge à la renommée grandissante. Marsick fonde en 1877 un quatuor à cordes, donnant des séances de musique de chambre à la salle Pleyel. C'est à l'occasion de l'une d'elles que, profitant d'un voyage de son père, Cécile Chaminade se produit pour la première fois en public ; elle joue dans des Trios de Beethoven et de Widor.
Elle reçoit les encouragements de Camille Saint-Saëns et d'Emmanuel Chabrier[réf. nécessaire] tandis que Georges Bizet l'encourage à se présenter au conservatoire.
En 1901, elle épouse Louis-Mathieu Carbonel, éditeur de musique qui meurt en 1907.
Après un timide début avec la première de son Trio no 1 pour violon, violoncelle et piano, opus 11 (1880), elle donne, en 1888, trois partitions symphoniques : le ballet Callirhoë, op. 37 à Marseille, un Concertstück pour piano et orchestre, op. 40 et une symphonie dramatique avec chœurs intitulée Les Amazones, op. 26 à Anvers.

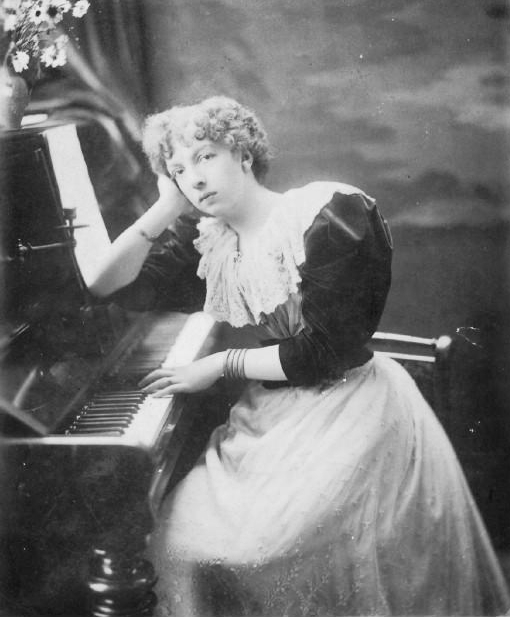
Portrait au clavier (1890).

Compositrice prolifique, elle réalise plus de 400 œuvres.
On peut citer notamment les ouvrages suivants : une Suite d'orchestre (1881), un opéra-comique La Sévillane opus 10 (1882), un Trio no 2 pour violon, violoncelle et piano, opus 34 (1887) et, sur commande du Conservatoire, un Concertino pour flûte et orchestre, opus 107 sa dernière œuvre symphonique.
Son œuvre comporte également 200 pièces pour piano de style romantique avec, notamment, une Sonate en ut mineur pour piano, opus 21 ; Étude Symphonique, opus 28 ; Six Études de concert, opus 35 (Scherzo, Automne, Impromptu…) ; Les Sylvains, opus 60 ; Arabesque, opus 61 ; Six Romances sans paroles, opus 76 (Méditation, Idylle…) ; Étude mélodique, opus 118 ; Pêcheurs de nuit, opus 127 (no 4 des Poèmes Provençaux) ; Romance, opus 137 ; Au pays dévasté, opus 155 ; Nocturne, opus 165…
Elle compose aussi environ 150 mélodies dans le style de salon.
Elle débute aux États-Unis en interprétant son Concertstück avec l'orchestre de Philadelphie le 7 novembre 1908.
Cécile Chaminade est une concertiste appréciée particulièrement en France et en Angleterre. Après sa première visite à Londres, elle y revient presque tous les mois de juin dans les années 1890 pour donner un concert annuel, interprétant ses nouvelles chansons et ses œuvres pour piano, engageant des amis tels que Blanche Marchesi et Pol Plançon pour les chanter. Elle sera à chaque fois invitée par la reine Victoria, fort âgée, à séjourner quelque temps à Windsor.
Ses tournées en Europe la conduisent jusqu'en Grèce et en Turquie et, pendant la saison 1907-1908, elle donne vingt-cinq concerts devant des salles combles aux États-Unis et au Canada. À cette occasion, celle dont Liszt aurait dit « Elle me rappelle Chopin »,[réf. nécessaire] est l'hôte à déjeuner de Théodore Roosevelt.
Quand la guerre éclate, à cinquante-sept ans, elle accepte de prendre la direction d'un hôpital londonien, abandonnant complètement la musique. Après la guerre, elle ne se produit plus en public, mais compose encore de loin en loin.
« Épuisée par des courses incessantes, décalcifiée par les excès d'un régime alimentaire végétarien mal conçu, elle doit être amputée d'un pied en 1936. » Elle se retire du monde à Monte-Carlo, où elle meurt, presque oubliée, le 13 avril 1944.
Tout d'abord inhumée à Monte-Carlo, sa dépouille est ensuite transférée au cimetière de Passy.

### Distinctions
Cécile Chaminade est officier d'Académie (30 janvier 1886), officier de l'Instruction publique (30 janvier 1892) et décorée dans l'ordre national de la Légion d'honneur avec le grade de chevalier, la même année que Jacques Isnardon (promotion du 14 juillet 1913). Elle est la première musicienne à recevoir cette distinction.

## In memoriam
Portent son nom :
- un square à Perpignan (Pyrénées-Orientales) et à Saran (Loiret)
- une allée au Vésinet[3] (Yvelines)
- une rue à Pontivy (Morbihan)
- une promenade à Paris
- une rue à Carrières sur Seine (Yvelines)

## Œuvre
Cécile Chaminade laisse 400 œuvres :

### Avec numéro d'opus
- Op. 1, Deux mazurkas[15] (1869)
  - Op. 1a, Étude printanière - Première étude (1876)
- Op. 2, Presto - Deuxième étude (1878)
- Op. 3, Scherzo-étude - Troisième étude (1880)
- Op. 4, Caprice-étude - Quatrième étude (1878)
- Op. 5, Menuet (1878)
- Op. 6, Berceuse (1878)
- Op. 7, Barcarolle (1880)
- Op. 8, Chaconne (1880)
- Op. 9, 2 pièces : 1. (sol majeur) Pièce romantique (1880) ; 2. Gavotte (1880)
- Op. 10, Scherzando (1880)
- Op. 11, Trio avec piano no 1 en sol mineur : 1. Allegro ; 2. Andante ; 3. Presto leggiero ; 4. Allegro molto agitato (1881)
- Op. 12, Pastorale enfantine pour deux pianos (1885)
- Op. 13, Les Noces d'argent. Fantaisie très facile pour piano (1892)
- Op. 18, Capriccio pour violon et piano (1881)
- Op. 19, La Sévillane, ouverture
- Op. 20, Suite d'orchestre : 1. Marche ; 2. Intermezzo ; 3. Scherzo ; 4. Choral (1881)
- Op. 21, Sonate en ut mineur : 1. Allegro appassionato ; 2. Andante ; 3. Allegro (1881)
- Op. 22, Orientale
- Op. 23, Menuet en si mineur (1883)
- Op. 24, Libellules (1881)
- Op. 25, Deux morceaux : 1. Mélancolie ; 2. Humoresque (1885)
- Op. 26, Les Amazones. Symphonie dramatique pour solistes, chœur et orchestre (1884)
- Op. 27, Deux morceaux : 1. Duetto ; 2. Zingara (1885)
- Op. 28, Étude symphonique en si bémol majeur (1883)
- Op. 29, Sérénade (ré majeur) (1884)
- Op. 30, Air de ballet en sol majeur (1884)
- Op. 31, Trois morceaux pour violon et piano : 1. Andantino ; 2. Romanza (andante) ; 3. Bohémienne (allegretto) (1884)
- Op. 32, Guitare[16] (1885)
- Op. 33, Valse-Caprice - Première valse (1885)
- Op. 34, Trio avec piano no 2 en un mineur : 1. allegro moderato ; 2. lento ; 3. allegro energico (1887)
- Op. 35, 6 études de concert : 1. Scherzo ; 2. Automne ; 3. Fileuse ; 4. Appassionato ; 5. Impromptu ; 6. Tarantelle (1886)
  - Op. 35a, Automne pour deux pianos (1924)
  - Op. 35b, Tarentelle pour orchestre
- Op. 36, 2 pièces pour piano : 1. Intermède ; 2. Pas des cymbales (1887)
  - Op. 36a, 2 pièces pour piano quatre mains (1887)
- Op. 37, Callirhoë, suite d'orchestre (tirée du ballet) : 1. Prélude ; 2. Pas des écharpes ; 3. Scherzettino ; 4. Pas des Cymbales (1887)
  - Op. 37a, Cinq airs de ballet (tiré de Callirhoë) : 1. Pas des Amphores ; 2. Pas des Écharpes ; 3. Callirhoë (Variation) ; 4. Danse pastorale ; 5. Danse orientale
- Op. 38, Marine (1886)
- Op. 39, Toccata (1887)
- Op. 40, Concertstück en do dièse mineur pour piano et orchestre (1888)
- Op. 41, Pierrette, air de ballet (mi bémol majeur) (1889)
- Op. 42, Les Willis, caprice (1889)
- Op. 43, Gigue (ré majeur) (1889)
- Op. 44, Les Feux de la Saint-Jean pour solistes, chœur de femmes et piano (1890)
- Op. 45, Sous l'aile blanche des voiles pour solistes, chœur de femmes et piano (1890)
- Op. 46, Pardon breton pour solistes, chœur de femmes et piano (1890)
- Op. 47, Noce hongroise pour solistes, chœur de femmes et piano (1890)
- Op. 48, Noël des marins pour solistes, chœur de femmes et piano (1890)
- Op. 49, Les Filles d'Arles pour solistes, chœur de femmes et piano (1890)
- Op. 50, La Lisonjera pour piano (L'enjôleuse. en sol bémol majeur) (1890)
- Op. 51, La Livry, air de ballet (1890)
- Op. 52, Capriccio appassionato (1890)
- Op. 53, Arlequine (fa majeur) (1890)
- Op. 54, Lolita, caprice espagnol (ré bémol majeur) (1890)
- Op. 55, 6 pièces romantiques pour piano quatre mains : 1. Primavera ; 2. La Chaise à porteurs ; 3. Idylle arabe ; 4. Sérénade d'automne ; 5. Danse hindoue ; 6. Rigaudon (1890)
  - Op. 55a, La Chaise à porteurs pour violon et piano (1896)
  - Op. 55b, La Chaise à porteurs pour violoncelle et piano (1896)
  - Op. 55c, Pièces romantiques pour piano : 1. Idylle arabe ; 2. Danse hindoue ; 3. Rigaudon (1923)
  - Op. 55d, Pièces romantiques pour orchestre : 1. La Chaise à porteurs ; 2. Danse hindoue ; 3. Rigaudon
- Op. 56, Scaramouche (1890)
- Op. 57, Havanaise (1891)
- Op. 58, Mazurk suédoise (1891)
- Op. 59, Andante et Scherzettino [tiré de Callirhoë] pour 2 pianos (1889)
- Op. 60, Les Sylvains pour piano (1892)
  - Op. 60a, Les Sylvains pour violon et piano (1923)
- Op. 61, Arabesque (1892)
- Op. 62, Barcarolle pour 2 voix et piano (1892)
- Op. 63, À travers bois pour 2 voix et piano (1892)
- Op. 64, Marthe et Marie pour 2 voix et piano (1893)
- Op. 65, Nocturne pyrénéen pour 2 voix et piano (1892)
- Op. 66, Studio (1892)
- Op. 67, La Morena, caprice espagnol (1892)
- Op. 68, Les Fiancés pour 2 voix et piano (1892)
- Op. 69, L'Angélus pour 2 voix et piano (1893)
- Op. 70, Le Pêcheur et l'Ondine pour 2 voix et piano (1893)
- Op. 71, Duo d'étoiles pour 2 voix et piano (1892)
- Op. 73, Valse carnavalesque pour deux pianos (1894)
- Op. 74, Pièce dans le style ancien pour piano (1893)
  - Op. 74a, Pièce dans le style ancien pour pianos quatre mains (1893)
  - Op. 74b, Pièce dans le style ancien pour violon et piano (1925)
- Op. 75, Danse ancienne (1893)
- Op. 76, 6 romances sans paroles : 1. Souvenance ; 2. Élévation ; 3. Idylle ; 4. Églogue ; 5. Chanson bretonne ; 6. Méditation (1894)
  - Op. 76a, 6 romances sans paroles pour pianos quatre mains (1923)
  - Op. 76b, Chanson bretonne pour violon et piano (1924)
- Op. 77, Deuxième valse (1895)
- Op. 78, Prélude pour orgue (1895)
  - Op. 78a, Prélude pour piano (1895)
- Op. 79, Deux pièces pour orchestre : 1. Le Matin ; 2. Le Soir (1895)
  - Op. 79a, Deux pièces pour deux pianos (1895)
  - Op. 79b, Le Matin pour piano (1911)
  - Op. 79c, Le Matin pour piano à quatre mains (1923)
  - Op. 79d, Le Matin pour violon et piano (1925)
- Op. 80, Troisième valse brillante (1898)
- Op. 81, Terpsichore, sixième air de ballet (1896)
- Op. 82, Chanson napolitaine (1896)
- Op. 83, Ritournelle pour piano (d'après la chanson) (1896)
  - Op. 83a, Ritournelle pour piano quatre mains (1896)
  - Op. 83b, Ritournelle pour violon et piano (1903)
- Op. 84, Trois préludes mélodiques : 1. la mineur ; 2. fa majeur ; 3. do mineur (1896)
- Op. 85, Vert-Galant (1896)
- Op. 86, Ballade (1896)
- Op. 87, 6 pièces humoristiques : 1. Réveil ; 2. Sous-bois ; 3. Inquiétude ; 4. Autrefois ; 5, Consolation ; 6. Norvégienne (1897)
- Op. 88, Rimembranza pour piano (1898)
  - Op. 88a, Rimembranza pour piano quatre mains (1923)
- Op. 89, Thème varié (la majeur) (1898)
- Op. 90, Légende (1898)
- Op. 91, Quatrième valse (ré dièse mineur) (1898)
- Op. 92, Deuxième arabesque (1898)
- Op. 93, Valse humoristique (1906)
- Op. 94, Danse créole, deuxième havanaise pour piano (1898)
  - Op. 94a, Danse créole, deuxième havanaise pour piano quatre mains (1898)
- Op. 95, Trois danses anciennes : 1. Passepied ; 2. Pavane ; 3. Courante (1899)
  - Op. 95a, Pavane pour piano quatre mains (1899)
- Op. 96 Chant du Nord pour violon et piano (1899)
- Op. 97, Rondeau pour violon et piano (1899)
- Op. 98, 6 feuillets d’album : 1. Promenade ; 2. Scherzetto ; 3. Élégie ; 4. Valse arabesque ; 5. Chanson russe ; 6. Rondo allègre (1900)
- Op. 99, Poèmes évangéliques pour chœur de femmes et piano : 1. L'Étoile ; 2. Les Humbles ; 3. Les Pêcheurs ; 4. La Jeune Fille ; 5. Les Petits Enfants ; 6. Sainte Madeleine
- Op. 100, Aux Dieux sylvains pour chœur de femmes et piano
- Op. 101, L’Ondine pour piano[16] (1900)
  - Op. 101, L’Ondine pour piano quatre mains
- Op. 102, Joie d'aimer pour mezzo-soprano, baryton et piano (1900)
- Op. 103, Moment musical pour piano (1900)
  - Op. 103a, Moment musical pour piano quatre mains (1900)
- Op. 104, Tristesse (ut dièse mineur) (1901)
- Op. 105, Divertissement (1901)
- Op. 106, Expansion (1901)
- Op. 107, Concertino pour flûte et orchestre en ré majeur (1902)
- Op. 108, Agitato (1902)
- Op. 109, Valse militaire. Cinquième valse (1902)
  - Op. 109a, Valse militaire pour piano quatre mains (1903)
- Op. 110, Novelette (1902)
- Op. 111, Souvenir lointains (1903)
- Op. 112, Valse-ballet, sixième valse (1904)
- Op. 113, Caprice humoristique (1904)
- Op. 114, Pastorale (1904)
- Op. 115, Valse romantique, septième valse (1905)
  - Op. 115a, Valse romantique pour piano quatre mains (1924)
- Op. 116, Sous le masque (1905)
- Op. 117, Duo symphonique pour 2 pianos (1905)
- Op. 118, Étude mélodique (sol bémol majeur) (1906)
- Op. 119, Valse tendre (fa majeur) (1906)
- Op. 120, Variations sur un thème original(1906)
- Op. 121, Deuxième gavotte pour piano (1906)
  - Op. 121a, Deuxième gavotte pour piano quatre mains (Enoch) 1906
- Op. 122, 3 contes bleus : 1. do majeur ; 2. sol majeur ; 3. si mineur (1906)
- Op. 123, Album des enfants (première série) : 1. Prélude ; 2. Intermezzo ; 3. Canzonetta ; 4. Rondeau ; 5. Gavotte ; 6. Gigue ; 7. Romance ; 8. Barcarolle ; 9. Orientale ; 10. Tarentelle ; 11. Air de ballet ; 12. Marche russe (1906)
- Op. 124, Étude pathétique (si mineur) (1906)
- Op. 125, Sommeil d'enfant pour violoncelle et piano piano [d'après la chanson] (1907)
- Op. 126, Album des enfants (deuxième série) : 1. Idylle ; 2. Aubade ; 3. Rigaudon ; 4. Églogue ; 5. Ballade ; 6. Scherzo-valse ; 7. Élégie ; 8. Novelette ; 9. Patrouille ; 10. Villanelle ; 11. Conte de fées ; 12. Valse mignonne (1907)
- Op. 127, Poème provençal : 1. Dans la lande ; 2. Solitude ; 3. Le Passé ; 4. Pêcheurs de nuit (1908)
- Op. 128, Pastel (1908)
- Op. 129, Menuet galant (1909)
- Op. 130, Passacaille (mi majeur) (1909)
- Op. 131, Marche américaine[16] (1921)
- Op. 132, Étude romantique (1909)
- Op. 133, Ronde du crépuscule pour solistes et chœur de femmes (1909)
- Op. 134, Le Retour (1909)
- Op. 135, La Barque d'amour (1910)
- Op. 136, Capricietto (1910)
- Op. 137, Romance (ré majeur) (1910)
- Op. 138, Étude humoristique (1910)
- Op. 139, Étude scolastique (1910)
- Op. 140, Aubade [d'après Op. 126/2] (1911)
- Op. 141, Suédoise (1911)
- Op. 142, Sérénade aux étoiles pour flûte et piano (1911)
- Op. 143, Cortège (1911)
- Op. 144, Troisième gavotte [d'après Op. 126/3] (1911)
- Op. 145, Scherzo-Caprice (1912)
- Op. 146, Feuilles d'automne (1912)
- Op. 147, Les Bohémiens. Scènes de ballet (1913)
- Op. 148, Scherzo-valse [d'après Op. 126/6] (1913)
- Op. 149, Quatrième gavotte (1913)
- Op. 150, Sérénade espagnole [d'après Chanson espagnole] (1895)
  - Op. 150a, Sérénade espagnole pour piano quatre mains (1895)
- Op. 151, Écossaise (1914)
- Op. 152, Interlude (1914)
  - Op. 152a, Interlude pour piano quatre mains (1914)
- Op. 153, Caprice-Impromptu (1914)
- Op. 154, Sérénade vénitienne (1914)
- Op. 155, Au pays dévasté (1919)
- Op. 156, Berceuse du petit soldat blessé (1919)
- Op. 157, Chanson d'Orient (1919)
- Op. 158, Danse païenne (1919)
- Op. 159, Les Elfes des bois pour solistes, chœur de femmes et piano (1920)
- Op. 160, Les Sirènes pour solistes, chœur mixte et piano (1920)
- Op. 161,  Chanson nègre (1921)
- Op. 162, Cinquième gavotte (1921)
- Op. 163, Romanesca (1923)
- Op. 164, Air à danser (1923)
- Op. 165, Nocturne (1925)
- Op. 166, Berceuse arabe (1925)
- Op. 167, Messe pour deux voix égales pour deux voix égales et orgue (ou harmonium) (1927)
- Op. 168, Dans l'arène (1928)
- Op. 169, Valse d'automne (1928)
- Op. 170, Air italien (Au Pays Bleu) [d'après la chanson] (1928)
- Op. 171, La Nef Sacrée, recueil de pièces pour orgue ou harmonium (1928) : 1. Offertoire (Au Christ-Roi) ; 2. Offertoire (ou Communion) ; 3. Offertoire (La Madone) ; 4. Offertoire (Le 2 novembre) ; 5. Offertoire (pour une Messe de mariage) ; 6. Offertoire (pour la Toussaint) ; 7. Quatre pastorales (pour la Messe de Minuit) ; 8. Marche funèbre ; 9. Cortège nuptial

### Sans opus
- Les Rêves (1876)
- Te souviens-tu ? (1878)
- Auprès de ma mie (1888)
- Voisinage (1888)
- Nice-la-belle (1889), mélodie pour voix et piano sur un texte d'Auguste Marin et dédiée à Rose Delaunay[17].
- Rosemonde (1890)
- L’Anneau d’argent (1891) - poème de Rosemonde Gérard
- Plaintes d’amour (1891)
- Viens, mon bien-aimé! (1892)
- L’Amour captif (1893) - poème de Thérèse Maquet
- Ma première lettre (1893)
- Malgré nous! (1893)
- Si j’étais jardinier (1893)
- Le Noël des oiseaux (1893)
- L’Été (1894)
- Mignonne (1894) - poème de Pierre de Ronsard
- Sombrero (1894)
- Villanelle (1894)
- Espoir (1895)
- Ronde d’amour (1895)
- Chanson triste (1898)
- Mots d’amour (1898)
- Alleluia (1901)
- Au firmament (1901)
- Écrin ! (1902)
- Bonne humeur! (1903)
- Menuet (1904)
- La Lune paresseuse (1905)
- Je voudrais (1912)
- Attente au pays de Provence (1914)

## Enregistrements
Cécile Chaminade a enregistré plusieurs pièces sur rouleaux, notamment sur système Duo-Art, procédé avec lequel elle a enregistré 11 rouleaux dont cet extrait de ses 6 Romances sans paroles : "Élévation" (opus 76, no 2).

### Discographie
- Trios avec piano, Pastorale enfantine, Ritournelle, Sérénade op. 29, Sérénade espagnole - Tzigane Piano Trio ASV (1996)
- L'ensemble vocal féminin amateur Ligérianes a produit un disque de 16 chants jamais enregistrés (dont les poèmes évangéliques) pour chœur de femmes et piano (pianiste Léa Ravaud), en novembre 2011[20]
- Morceau de concert en ut dièse mineur, op. 40 (+ Amy Beach, Concerto pour piano et orchestre en ut dièse mineur, op. 45 ; Dorothy Howell, Concerto pour piano en ré mineur) - Danny Driver, piano ; BBC Scottish Symphony Orchestra, dir. Rebecca Miller (Hyperion CDA68130 2017) Ce disque est un hommage à l'attention de la Journée internationale des femmes du 8 mars 2017 et, pour marquer cette occasion, la sortie de ce soixante-dixième volume de la collection Hypérion, Le Concerto romantique pour piano, leur a été consacrée.
- Callirhoë : ballet symphonique, op.37 ; Morceau de Concert, op. 40 , BBC Concert Orchestra, dir. Martin Yates Dutton, Epoch CDLX 7339 (2017)
- Compositrices à l'aube du XXe siècle : Sérénade aux étoiles pour flûte et piano, op. 142 (+ œuvres de Clémence de Grandval, Lili Boulanger, Mel Bonis et Augusta Holmes), Juliette Hurel, flûte ; Hélène Couvert, piano, CD Alpha Classics (2020)
- Agnès Boucher, Le compositeur est une compositrice, 2e partie, Paris, Editions Maïa, 2022,  (ISBN 978-2-38441-032-3)